# The Twentieth Century Tramp; or, Happy Hooligan and His Airship
Pour plus de détails, voir Fiche technique et Distribution.
The Twentieth Century Tramp; or, Happy Hooligan and His Airship est un film muet américain réalisé par Edwin S. Porter et sorti en 1902.  Il s'agit d'une adaptation de la bande dessinée Happy Hooligan.

## Fiche technique
- Titre original : The Twentieth Century Tramp; or, Happy Hooligan and His Airship
- Réalisation : Edwin S. Porter
- Société de production : Edison Manufacturing Company
- Langue : muet
- Durée : 1 minute
- Genre : comédie, science-fiction
- Date de sortie :
  -  États-Unis : janvier 1902

## Distribution
- James Stuart Blackton